# Rites of Spring
Rites of Spring foi uma banda de post-hardcore norte-americana de Washington, D.C., ativa em meados da década de 1980, considerada uma das bandas precursoras do post-hardcore e do emo. 

## História
Embora enraizado no rápido estilo do hardcore punk, Rites of Spring é conhecida por ser a fundadora do pós-hardcore e do emocore.
O nome da banda vem de um balé de Stravinsky com um nome similar. Guy Picciotto não gostou da direção violenta que a cena punk de Washington foi tomando em meados dos anos 80, e decidiu que sua banda seria baseada em uma abertura e disponibilidade para discutir as experiências de magoa e dor.
A banda se apresentou-se em 15 concertos.

## Gravações
Rites of Spring foi o primeiro álbum da banda, lançado em 1985. Suas doze canções foram gravadas no Inner Ear Studios em fevereiro de 1985, produzido por Ian MacKaye do Fugazi e Minor Threat, e lançadas em vinil, em junho desse ano, como Dischord Records # 16. O álbum foi re-lançado em CD e cassete em 1987, com uma faixa adicional da mesma sessão, "Another Thing", bem como as quatro músicas do Rites "Follow-Up", "All Through a Life" e "Dischord". Esse foi o único álbum da banda, que acabou em Janeiro de 1986.

## Discografia

### Álbuns de estúdio
- Rites of Spring (1985)

### EPs
- All Through a Life (1987)

### Compilações
- End on End (1991)